# Élections législatives de 2017 dans l'Ain
Les élections législatives françaises de 2017 se déroulent les 11 et 18 juin 2017. Dans le département de l'Ain, cinq députés sont à élire dans le cadre de cinq circonscriptions.

## Élus
| Circonscription                                 | Député sortant            | Parti | Parti | Député élu ou réélu       | Parti | Parti |
| ----------------------------------------------- | ------------------------- | ----- | ----- | ------------------------- | ----- | ----- |
| 1re                                             | Xavier Breton             |       | LR    | Xavier Breton             |       | LR    |
| 2e                                              | Charles de La Verpillière |       | LR    | Charles de La Verpillière |       | LR    |
| 3e                                              | Stéphanie Pernod-Beaudon  |       | LR    | Olga Givernet             |       | LREM  |
| 4e                                              | Michel Voisin*            |       | LR    | Stéphane Trompille        |       | LREM  |
| 5e                                              | Damien Abad               |       | LR    | Damien Abad               |       | LR    |
| * député sortant ne se représentant pas en 2017 |                           |       |       |                           |       |       |

## Rappel des résultats départementaux des élections de 2012
| Parti          | Parti                                     | Premier tour | Premier tour | Second tour | Second tour | Sièges |
| Parti          | Parti                                     | Voix         | %            | Voix        | %           | Sièges |
| -------------- | ----------------------------------------- | ------------ | ------------ | ----------- | ----------- | ------ |
|                | Union pour un mouvement populaire         | 85 679       | 37,80        | 114 009     | 52,48       | 5      |
|                | Parti radical                             | 3 946        | 1,74         |             |             | 0      |
|                | Divers droite dont DLR et PCD             | 2 214        | 0,98         | 0           |             |        |
|                | Droite parlementaire                      | 91 839       | 40,52        | 114 009     | 52,48       | 5      |
|                |                                           |              |              |             |             |        |
|                | Parti socialiste                          | 54 233       | 23,93        | 74 937      | 34,49       | 0      |
|                | Parti radical de gauche                   | 15 419       | 6,80         | 19 780      | 9,10        | 0      |
|                | Europe Écologie Les Verts                 | 9 705        | 4,28         |             |             | 0      |
|                | Majorité présidentielle                   | 79 357       | 35,01        | 94 717      | 43,60       | 0      |
|                |                                           |              |              |             |             |        |
|                | Front national dont RBM                   | 40 097       | 17,69        | 8 530       | 3,93        | 0      |
|                | Front de gauche                           | 9 963        | 4,40         |             |             | 0      |
|                | Divers écologiste dont LT-LNÉ, MÉI et AÉI | 2 379        | 1,05         | 0           |             |        |
|                | Extrême gauche dont LO, NPA et POI        | 1 622        | 0,72         | 0           |             |        |
|                | Mouvement démocrate                       | 1 418        | 0,63         | 0           |             |        |
|                |                                           |              |              |             |             |        |
| Inscrits       | Inscrits                                  | 394 205      | 100,00       | 394 158     | 100,00      | 5      |
| Abstentions    | Abstentions                               | 164 860      | 41,82        | 171 986     | 43,63       |        |
| Votants        | Votants                                   | 229 345      | 58,18        | 222 172     | 56,37       |        |
| Blancs et nuls | Blancs et nuls                            | 2 670        | 1,16         | 4 916       | 2,21        |        |
| Exprimés       | Exprimés                                  | 226 675      | 98,84        | 217 256     | 97,79       |        |

## Résultats

### Résultats à l'échelle du département
|                                         |                                      |                           |                           |                          |                          |        |
|                                         |                                      | Premier tour 11 juin 2017 | Premier tour 11 juin 2017 | Second tour 18 juin 2017 | Second tour 18 juin 2017 |        |
|                                         |                                      |                           |                           |                          |                          |        |
|                                         |                                      | Nombre                    | % des inscrits            | Nombre                   | % des inscrits           |        |
| Inscrits                                | Inscrits                             | 416 607                   | 100,00                    | 416 402                  | 100,00                   |        |
| Abstentions                             | Abstentions                          | 214 253                   | 51,43                     | 242 375                  | 58,21                    |        |
| Votants                                 | Votants                              | 202 354                   | 48,57                     | 174 027                  | 41,79                    |        |
|                                         |                                      |                           | % des votants             |                          | % des votants            |        |
| Bulletins blancs                        | Bulletins blancs                     | 2 195                     | 1,08                      | 11 105                   | 6,38                     |        |
| Bulletins nuls                          | Bulletins nuls                       | 1 182                     | 0,58                      | 3 759                    | 2,16                     |        |
| Suffrages exprimés                      | Suffrages exprimés                   | 198 977                   | 98,33                     | 159 163                  | 91,46                    |        |
|                                         |                                      |                           |                           |                          |                          |        |
| Étiquette politique                     | Étiquette politique                  | Voix                      | % des exprimés            | Voix                     | % des exprimés           | Sièges |
|                                         |                                      |                           |                           |                          |                          |        |
|                                         | Les Républicains                     | 49 077                    | 24,66                     | 65 706                   | 41,28                    | 3      |
|                                         | La République en marche              | 40 046                    | 20,13                     | 48 622                   | 30,55                    | 2      |
|                                         | Front national                       | 31 098                    | 15,63                     | 12 404                   | 7,79                     | 0      |
|                                         | Mouvement démocrate                  | 29 905                    | 15,03                     | 32 431                   | 20,38                    | 0      |
|                                         | La France insoumise                  | 19 019                    | 9,56                      |                          |                          |        |
|                                         | Écologiste                           | 7 374                     | 3,71                      |                          |                          |        |
|                                         | Parti socialiste                     | 6 187                     | 3,11                      |                          |                          |        |
|                                         | Divers                               | 4 238                     | 2,13                      |                          |                          |        |
|                                         | Union des démocrates et indépendants | 3 164                     | 1,59                      |                          |                          |        |
|                                         | Parti communiste français            | 2 920                     | 1,47                      |                          |                          |        |
|                                         | Debout la France                     | 2 646                     | 1,33                      |                          |                          |        |
|                                         | Parti radical de gauche              | 2 025                     | 1,02                      |                          |                          |        |
|                                         | Extrême gauche                       | 1 219                     | 0,61                      |                          |                          |        |
|                                         | Divers gauche                        | 59                        | 0,03                      |                          |                          |        |
| Source : Ministère de l'Intérieur - Ain |                                      |                           |                           |                          |                          |        |

### Résultats par circonscription

#### Première circonscription
Député sortant : Xavier Breton (Les Républicains).
|                                                                       |                                                    |                           |                           |                          |                          |
|                                                                       |                                                    | Premier tour 11 juin 2017 | Premier tour 11 juin 2017 | Second tour 18 juin 2017 | Second tour 18 juin 2017 |
|                                                                       |                                                    |                           |                           |                          |                          |
|                                                                       |                                                    | Nombre                    | % des inscrits            | Nombre                   | % des inscrits           |
| Inscrits                                                              | Inscrits                                           | 82 694                    | 100,00                    | 82 676                   | 100,00                   |
| Abstentions                                                           | Abstentions                                        | 42 063                    | 50,87                     | 46 948                   | 56,79                    |
| Votants                                                               | Votants                                            | 40 631                    | 49,13                     | 35 728                   | 43,21                    |
|                                                                       |                                                    |                           | % des votants             |                          | % des votants            |
| Bulletins blancs                                                      | Bulletins blancs                                   | 545                       | 1,34                      | 2 180                    | 6,10                     |
| Bulletins nuls                                                        | Bulletins nuls                                     | 155                       | 0,38                      | 873                      | 2,44                     |
| Suffrages exprimés                                                    | Suffrages exprimés                                 | 39 931                    | 98,28                     | 32 675                   | 91,45                    |
|                                                                       |                                                    |                           |                           |                          |                          |
| Candidat Étiquette politique (partis et alliances)                    | Candidat Étiquette politique (partis et alliances) | Voix                      | % des exprimés            | Voix                     | % des exprimés           |
|                                                                       |                                                    |                           |                           |                          |                          |
|                                                                       | Laurent Mallet Mouvement démocrate                 | 13 534                    | 33,89                     | 15 112                   | 46,25                    |
|                                                                       | Xavier Breton (député sortant) Les Républicains    | 10 693                    | 26,78                     | 17 563                   | 53,75                    |
|                                                                       | Jérôme Buisson Front national                      | 6 174                     | 15,46                     |                          |                          |
|                                                                       | Fabrine Martin-Zemlik La France insoumise          | 3 874                     | 9,70                      |                          |                          |
|                                                                       | Florence Blatrix-Contat Parti socialiste           | 3 687                     | 9,23                      |                          |                          |
|                                                                       | Jacques Fontaine Parti communiste français         | 656                       | 1,64                      |                          |                          |
|                                                                       | Laurane Raimondo Écologiste                        | 562                       | 1,41                      |                          |                          |
|                                                                       | Maude Lépagnot Lutte ouvrière                      | 293                       | 0,73                      |                          |                          |
|                                                                       | Marie Carlier Union populaire républicaine         | 247                       | 0,62                      |                          |                          |
|                                                                       | Gilbert Bonnot Divers                              | 211                       | 0,53                      |                          |                          |
| Source : Ministère de l'Intérieur - Première circonscription de l'Ain |                                                    |                           |                           |                          |                          |

Résultats du premier tour par commune
Candidats arrivés en tête
Candidats arrivés en deuxième position
Candidats arrivés en troisième position
Candidats arrivés en quatrième position

| Légende |
| - Laurent Mallet (MoDem) - Xavier Breton (LR) - Jérôme Buisson (FN) - Fabrine Martin Zemlik (FI) - Florence Blatrix-Contat (PS) - Laurent Mallet (MoDem) et Jérôme Buisson (FN) ex æquo - Laurent Mallet (MoDem) et Fabrine Martin Zemlik (FI) ex æquo - Xavier Breton (LR) et Florence Blatrix-Contat (PS) ex æquo - Fabrine Martin Zemlik (FI) et Florence Blatrix-Contat (PS) ex æquo |

Résultats du second tour par commune
Candidats arrivés en tête

| Légende                                                                                              |
| - Laurent Mallet (MoDem) - Xavier Breton (LR) - Laurent Mallet (MoDem) et Xavier Breton (LR) ex æquo |

#### Deuxième circonscription
Député sortant : Charles de La Verpillière (Les Républicains).
|                                                                       |                                                             |                           |                           |                          |                          |
|                                                                       |                                                             | Premier tour 11 juin 2017 | Premier tour 11 juin 2017 | Second tour 18 juin 2017 | Second tour 18 juin 2017 |
|                                                                       |                                                             |                           |                           |                          |                          |
|                                                                       |                                                             | Nombre                    | % des inscrits            | Nombre                   | % des inscrits           |
| Inscrits                                                              | Inscrits                                                    | 93 520                    | 100,00                    | 93 507                   | 100,00                   |
| Abstentions                                                           | Abstentions                                                 | 47 291                    | 50,57                     | 54 341                   | 58,11                    |
| Votants                                                               | Votants                                                     | 46 229                    | 49,43                     | 39 166                   | 41,89                    |
|                                                                       |                                                             |                           | % des votants             |                          | % des votants            |
| Bulletins blancs                                                      | Bulletins blancs                                            | 471                       | 1,02                      | 2 390                    | 6,10                     |
| Bulletins nuls                                                        | Bulletins nuls                                              | 160                       | 0,35                      | 901                      | 2,30                     |
| Suffrages exprimés                                                    | Suffrages exprimés                                          | 45 598                    | 98,64                     | 35 875                   | 91,60                    |
|                                                                       |                                                             |                           |                           |                          |                          |
| Candidat Étiquette politique (partis et alliances)                    | Candidat Étiquette politique (partis et alliances)          | Voix                      | % des exprimés            | Voix                     | % des exprimés           |
|                                                                       |                                                             |                           |                           |                          |                          |
|                                                                       | Marie-Jeanne Béguet Mouvement démocrate                     | 16 371                    | 35,90                     | 17 319                   | 48,28                    |
|                                                                       | Charles de La Verpillière (député sortant) Les Républicains | 11 182                    | 24,52                     | 18 556                   | 51,72                    |
|                                                                       | Anne Michaud Front national                                 | 7 553                     | 16,56                     |                          |                          |
|                                                                       | Sylviane Thiébaut La France insoumise                       | 4 896                     | 10,74                     |                          |                          |
|                                                                       | Albane Colin Europe Écologie Les Verts                      | 2 874                     | 6,30                      |                          |                          |
|                                                                       | Pascale Lemerre Debout la France                            | 1 149                     | 2,52                      |                          |                          |
|                                                                       | Guy Brulland Parti communiste français                      | 676                       | 1,48                      |                          |                          |
|                                                                       | Sandrine Chomette Union populaire républicaine              | 400                       | 0,88                      |                          |                          |
|                                                                       | Vincent Goutagny Lutte ouvrière                             | 303                       | 0,66                      |                          |                          |
|                                                                       | Atila Sahin Parti égalité et justice                        | 194                       | 0,43                      |                          |                          |
| Source : Ministère de l'Intérieur - Deuxième circonscription de l'Ain |                                                             |                           |                           |                          |                          |

Résultats du premier tour par commune
Candidats arrivés en tête
Candidats arrivés en deuxième position
Candidats arrivés en troisième position
Candidats arrivés en quatrième position

| Légende |
| - Marie-Jeanne Béguet (MoDem) - Charles de La Verpillière (LR) - Anne Michaud (FN) - Sylviane Thiébaut (FI) - Albane Colin (EELV) - Pascale Lemerre (DLF) - Charles de La Verpillière (LR) et Anne Michaud (FN) ex æquo - Anne Michaud (FN) et Sylviane Thiébaut (FI) ex æquo |

Résultats du second tour par commune
Candidats arrivés en tête

| Légende                                                        |
| - Charles de La Verpillière (LR) - Marie-Jeanne Béguet (MoDem) |

#### Troisième circonscription
Député sortant : Stéphanie Pernod-Beaudon (Les Républicains).
|                                                                        |                                                              |                           |                           |                          |                          |
|                                                                        |                                                              | Premier tour 11 juin 2017 | Premier tour 11 juin 2017 | Second tour 18 juin 2017 | Second tour 18 juin 2017 |
|                                                                        |                                                              |                           |                           |                          |                          |
|                                                                        |                                                              | Nombre                    | % des inscrits            | Nombre                   | % des inscrits           |
| Inscrits                                                               | Inscrits                                                     | 75 614                    | 100,00                    | 75 548                   | 100,00                   |
| Abstentions                                                            | Abstentions                                                  | 41 131                    | 54,40                     | 46 438                   | 61,47                    |
| Votants                                                                | Votants                                                      | 34 483                    | 45,60                     | 29 110                   | 38,53                    |
|                                                                        |                                                              |                           | % des votants             |                          | % des votants            |
| Bulletins blancs                                                       | Bulletins blancs                                             | 359                       | 1,04                      | 1 755                    | 6,03                     |
| Bulletins nuls                                                         | Bulletins nuls                                               | 116                       | 0,34                      | 599                      | 2,06                     |
| Suffrages exprimés                                                     | Suffrages exprimés                                           | 34 008                    | 98,62                     | 26 756                   | 91,91                    |
|                                                                        |                                                              |                           |                           |                          |                          |
| Candidat Étiquette politique (partis et alliances)                     | Candidat Étiquette politique (partis et alliances)           | Voix                      | % des exprimés            | Voix                     | % des exprimés           |
|                                                                        |                                                              |                           |                           |                          |                          |
|                                                                        | Olga Givernet La République en marche                        | 15 405                    | 45,30                     | 16 552                   | 61,86                    |
|                                                                        | Stéphanie Pernod-Beaudon (députée sortante) Les Républicains | 7 281                     | 21,41                     | 10 204                   | 38,14                    |
|                                                                        | Gaëtan Noblet Front national                                 | 3 808                     | 11,20                     |                          |                          |
|                                                                        | Christian Jolie La France insoumise                          | 3 064                     | 9,01                      |                          |                          |
|                                                                        | Jean Mercier Europe Écologie Les Verts                       | 1 496                     | 4,40                      |                          |                          |
|                                                                        | Géraldine Sacchi-Hassanein Parti socialiste                  | 1 468                     | 4,32                      |                          |                          |
|                                                                        | Thierry Borne Divers                                         | 488                       | 1,43                      |                          |                          |
|                                                                        | Jean-Sébastien Bloch Parti communiste français               | 431                       | 1,27                      |                          |                          |
|                                                                        | Frédéric Mozer Union populaire républicaine                  | 361                       | 1,06                      |                          |                          |
|                                                                        | Éric Lahy Lutte ouvrière                                     | 147                       | 0,43                      |                          |                          |
|                                                                        | Fabrice Gentile Divers gauche                                | 59                        | 0,17                      |                          |                          |
| Source : Ministère de l'Intérieur - Troisième circonscription de l'Ain |                                                              |                           |                           |                          |                          |

#### Quatrième circonscription
Député sortant : Michel Voisin (Les Républicains).
|                                                                        |                                                         |                           |                           |                          |                          |
|                                                                        |                                                         | Premier tour 11 juin 2017 | Premier tour 11 juin 2017 | Second tour 18 juin 2017 | Second tour 18 juin 2017 |
|                                                                        |                                                         |                           |                           |                          |                          |
|                                                                        |                                                         | Nombre                    | % des inscrits            | Nombre                   | % des inscrits           |
| Inscrits                                                               | Inscrits                                                | 89 390                    | 100,00                    | 89 392                   | 100,00                   |
| Abstentions                                                            | Abstentions                                             | 45 625                    | 51,04                     | 51 090                   | 57,15                    |
| Votants                                                                | Votants                                                 | 43 765                    | 48,96                     | 38 302                   | 42,85                    |
|                                                                        |                                                         |                           | % des votants             |                          | % des votants            |
| Bulletins blancs                                                       | Bulletins blancs                                        | 521                       | 1,19                      | 2 444                    | 6,38                     |
| Bulletins nuls                                                         | Bulletins nuls                                          | 211                       | 0,48                      | 922                      | 2,41                     |
| Suffrages exprimés                                                     | Suffrages exprimés                                      | 43 033                    | 98,33                     | 34 936                   | 91,21                    |
|                                                                        |                                                         |                           |                           |                          |                          |
| Candidat Étiquette politique (partis et alliances)                     | Candidat Étiquette politique (partis et alliances)      | Voix                      | % des exprimés            | Voix                     | % des exprimés           |
|                                                                        |                                                         |                           |                           |                          |                          |
|                                                                        | Stéphane Trompille La République en marche              | 15 492                    | 36,00                     | 22 532                   | 64,50                    |
|                                                                        | Blanche Chaussat Front national                         | 7 964                     | 18,51                     | 12 404                   | 35,50                    |
|                                                                        | Guy Billoudet Les Républicains                          | 7 178                     | 16,68                     |                          |                          |
|                                                                        | Line Huguet La France insoumise                         | 3 426                     | 7,96                      |                          |                          |
|                                                                        | Muriel Luga-Giraud Union des démocrates et indépendants | 3 164                     | 7,35                      |                          |                          |
|                                                                        | Sylviane Chêne Parti radical de gauche                  | 2 025                     | 4,71                      |                          |                          |
|                                                                        | Anne Partensky-Leibman Europe Écologie Les Verts        | 1 391                     | 3,23                      |                          |                          |
|                                                                        | Annick Veillerot Debout la France                       | 860                       | 2,00                      |                          |                          |
|                                                                        | Olivia Symniacos Parti animaliste                       | 459                       | 1,07                      |                          |                          |
|                                                                        | Catherine Lattard Parti communiste français             | 348                       | 0,81                      |                          |                          |
|                                                                        | Yves Antoinette Divers                                  | 232                       | 0,54                      |                          |                          |
|                                                                        | Thierry Loubignes Union populaire républicaine          | 199                       | 0,46                      |                          |                          |
|                                                                        | Electre Dracos Lutte ouvrière                           | 198                       | 0,46                      |                          |                          |
|                                                                        | Xavier Adam Parti pirate                                | 97                        | 0,23                      |                          |                          |
| Source : Ministère de l'Intérieur - Quatrième circonscription de l'Ain |                                                         |                           |                           |                          |                          |

#### Cinquième circonscription
Député sortant : Damien Abad (Les Républicains).
|                                                                        |                                                           |                           |                           |                          |                          |
|                                                                        |                                                           | Premier tour 11 juin 2017 | Premier tour 11 juin 2017 | Second tour 18 juin 2017 | Second tour 18 juin 2017 |
|                                                                        |                                                           |                           |                           |                          |                          |
|                                                                        |                                                           | Nombre                    | % des inscrits            | Nombre                   | % des inscrits           |
| Inscrits                                                               | Inscrits                                                  | 75 359                    | 100,00                    | 75 295                   | 100,00                   |
| Abstentions                                                            | Abstentions                                               | 38 409                    | 50,97                     | 43 576                   | 57,87                    |
| Votants                                                                | Votants                                                   | 36 950                    | 49,03                     | 31 719                   | 42,13                    |
|                                                                        |                                                           |                           | % des votants             |                          | % des votants            |
| Bulletins blancs                                                       | Bulletins blancs                                          | 374                       | 1,01                      | 1 951                    | 6,15                     |
| Bulletins nuls                                                         | Bulletins nuls                                            | 168                       | 0,45                      | 847                      | 2,67                     |
| Suffrages exprimés                                                     | Suffrages exprimés                                        | 36 408                    | 98,53                     | 28 921                   | 91,18                    |
|                                                                        |                                                           |                           |                           |                          |                          |
| Candidat Étiquette politique (partis et alliances)                     | Candidat Étiquette politique (partis et alliances)        | Voix                      | % des exprimés            | Voix                     | % des exprimés           |
|                                                                        |                                                           |                           |                           |                          |                          |
|                                                                        | Damien Abad (député sortant) Les Républicains             | 12 743                    | 35,00                     | 19 383                   | 67,02                    |
|                                                                        | Hélène de Meire La République en marche                   | 9 149                     | 25,13                     | 9 538                    | 32,98                    |
|                                                                        | Pénélope Chalon Front national                            | 5 599                     | 15,38                     |                          |                          |
|                                                                        | Bertrand Jacquier La France insoumise                     | 3 759                     | 10,32                     |                          |                          |
|                                                                        | Carole Pontier Europe Écologie Les Verts                  | 1 051                     | 2,89                      |                          |                          |
|                                                                        | Élodie Schwander Parti socialiste                         | 1 032                     | 2,83                      |                          |                          |
|                                                                        | Mylène Ferri Parti communiste français                    | 809                       | 2,22                      |                          |                          |
|                                                                        | Ahmet Cetin Parti égalité et justice                      | 721                       | 1,98                      |                          |                          |
|                                                                        | Claude Juillet Debout la France                           | 637                       | 1,75                      |                          |                          |
|                                                                        | Monique Meudan Parti animaliste                           | 398                       | 1,09                      |                          |                          |
|                                                                        | Jean-Philippe Archeny Union populaire républicaine        | 231                       | 0,63                      |                          |                          |
|                                                                        | Guy Largeron Lutte ouvrière                               | 158                       | 0,43                      |                          |                          |
|                                                                        | Jean-Michel Boulmé Parti ouvrier indépendant démocratique | 121                       | 0,33                      |                          |                          |
| Source : Ministère de l'Intérieur - Cinquième circonscription de l'Ain |                                                           |                           |                           |                          |                          |